# Paralichthys
Paralichthys är ett släkte av fiskar. Paralichthys ingår i familjen Paralichthyidae.
Kladogram enligt Catalogue of Life:
| Paralichthys | \| \| Paralichthys adspersus \| \| \| \| \| \| Paralichthys aestuarius \| \| \| \| \| \| Paralichthys albigutta \| \| \| \| \| \| Paralichthys brasiliensis \| \| \| \| \| \| Paralichthys californicus \| \| \| \| \| \| Paralichthys coeruleosticta \| \| \| \| \| \| Paralichthys delfini \| \| \| \| \| \| sommarvar \| \| \| \| \| \| Paralichthys fernandezianus \| \| \| \| \| \| Paralichthys hilgendorfii \| \| \| \| \| \| Paralichthys isosceles \| \| \| \| \| \| Paralichthys lethostigma \| \| \| \| \| \| Paralichthys microps \| \| \| \| \| \| Paralichthys olivaceus \| \| \| \| \| \| Paralichthys orbignyanus \| \| \| \| \| \| Paralichthys patagonicus \| \| \| \| \| \| Paralichthys schmitti \| \| \| \| \| \| Paralichthys squamilentus \| \| \| \| \| \| Paralichthys triocellatus \| \| \| \| \| \| Paralichthys tropicus \| \| \| \| \| \| Paralichthys woolmani \| \| \| \| |
|              | \| \| Paralichthys adspersus \| \| \| \| \| \| Paralichthys aestuarius \| \| \| \| \| \| Paralichthys albigutta \| \| \| \| \| \| Paralichthys brasiliensis \| \| \| \| \| \| Paralichthys californicus \| \| \| \| \| \| Paralichthys coeruleosticta \| \| \| \| \| \| Paralichthys delfini \| \| \| \| \| \| sommarvar \| \| \| \| \| \| Paralichthys fernandezianus \| \| \| \| \| \| Paralichthys hilgendorfii \| \| \| \| \| \| Paralichthys isosceles \| \| \| \| \| \| Paralichthys lethostigma \| \| \| \| \| \| Paralichthys microps \| \| \| \| \| \| Paralichthys olivaceus \| \| \| \| \| \| Paralichthys orbignyanus \| \| \| \| \| \| Paralichthys patagonicus \| \| \| \| \| \| Paralichthys schmitti \| \| \| \| \| \| Paralichthys squamilentus \| \| \| \| \| \| Paralichthys triocellatus \| \| \| \| \| \| Paralichthys tropicus \| \| \| \| \| \| Paralichthys woolmani \| \| \| \| |
|              | Ancylopsetta |
|              | |
|              | Cephalopsetta |
|              | |
|              | Citharichthys |
|              | |
|              | Cyclopsetta |
|              | |
|              | Etropus |
|              | |
|              | Gastropsetta |
|              | |
|              | Hippoglossina |
|              | |
|              | Pseudorhombus |
|              | |
|              | Syacium |
|              | |
|              | Tarphops |
|              | |
|              | Tephrinectes |
|              | |
|              | Thysanopsetta |
|              | |
|              | Xystreurys |
|              | |
|              | Paralichthys adspersus |
|              | |
|              | Paralichthys aestuarius |
|              | |
|              | Paralichthys albigutta |
|              | |
|              | Paralichthys brasiliensis |
|              | |
|              | Paralichthys californicus |
|              | |
|              | Paralichthys coeruleosticta |
|              | |
|              | Paralichthys delfini |
|              | |
|              | sommarvar |
|              | |
|              | Paralichthys fernandezianus |
|              | |
|              | Paralichthys hilgendorfii |
|              | |
|              | Paralichthys isosceles |
|              | |
|              | Paralichthys lethostigma |
|              | |
|              | Paralichthys microps |
|              | |
|              | Paralichthys olivaceus |
|              | |
|              | Paralichthys orbignyanus |
|              | |
|              | Paralichthys patagonicus |
|              | |
|              | Paralichthys schmitti |
|              | |
|              | Paralichthys squamilentus |
|              | |
|              | Paralichthys triocellatus |
|              | |
|              | Paralichthys tropicus |
|              | |
|              | Paralichthys woolmani |
|              | |

|  | Paralichthys adspersus      |
|  |                             |
|  | Paralichthys aestuarius     |
|  |                             |
|  | Paralichthys albigutta      |
|  |                             |
|  | Paralichthys brasiliensis   |
|  |                             |
|  | Paralichthys californicus   |
|  |                             |
|  | Paralichthys coeruleosticta |
|  |                             |
|  | Paralichthys delfini        |
|  |                             |
|  | sommarvar                   |
|  |                             |
|  | Paralichthys fernandezianus |
|  |                             |
|  | Paralichthys hilgendorfii   |
|  |                             |
|  | Paralichthys isosceles      |
|  |                             |
|  | Paralichthys lethostigma    |
|  |                             |
|  | Paralichthys microps        |
|  |                             |
|  | Paralichthys olivaceus      |
|  |                             |
|  | Paralichthys orbignyanus    |
|  |                             |
|  | Paralichthys patagonicus    |
|  |                             |
|  | Paralichthys schmitti       |
|  |                             |
|  | Paralichthys squamilentus   |
|  |                             |
|  | Paralichthys triocellatus   |
|  |                             |
|  | Paralichthys tropicus       |
|  |                             |
|  | Paralichthys woolmani       |
|  |                             |